# Lua Blanco
Lua Maria Blanco (São Paulo, 5 de março de 1987) é uma atriz, cantora, compositora e escritora brasileira. Ficou bastante conhecida após interpretar Roberta Messi, uma das seis protagonistas da telenovela Rebelde em 2011 e 2012.
Atualmente segue com um projeto musical lançando um novo álbum, em parceria com a Órbita.

## Biografia
Lua é filha do músico Billy Blanco Jr com a musicista e professora de inglês Maria Claudia Blanco. Por parte de pai, ela é uma neta do compositor e precursor da bossa nova, Billy Blanco. Foi criada junto aos cinco irmãos: Pedro Sol Blanco, Ana Terra Blanco, Estrela Blanco, Daniel Cielo Blanco e Marisol Blanco.
Foi alfabetizada em casa por sua mãe de forma bilíngue em inglês e português, por conta da música e dos projetos sociais dos seus pais, na infância se mudaram com certa frequência, morando inclusive por dois anos no Peru, conseguindo fluência também no idioma espanhol.
Desde a primeira infância fazia algumas apresentações musicais com seus pais e irmãos, gravando um álbum com Ana Terra, Estrela e Daniel intitulado O Trem do Arco-Íris, que continha músicas infantis em português e trechos em inglês.

## Carreira musical
Descendente patrilinear de galegos oriundos da cidade de Vigo, Lua teve influência da família, do lado paterno, herdou o gosto pela música, e do lado materno, o gosto pelas artes. Em 2001, aos quatorze anos iniciou de fato sua carreira musical, com pequenas apresentações em barzinhos e casas de espetáculos da cidade do Rio de Janeiro, com o grupo Família Blanco, durante 2005 e 2006, com um repertório de bossa nova e rock estilo The Beatles, onde em 2004 gravou mais um CD, o Família Blanco - É Natal.
| “ | Meu avô era o meu avô. Ele me ensinou a gostar de Bossa Nova, a pedir a benção e fazer piadas infames. | ” |

Na faculdade, montou com os seus colegas a banda, chamada de LágrimaFlor. Com o nome em homenagem a uma das canções de seu avô Billy Blanco, que ganhou nova roupagem com a turma. Além de vocalista, Lua era compositora.

## Carreira de atriz
Em 2008, Lua entrou para o teatro, como Isolda, na peça Romeu e Isolda. No mesmo ano, estreou também na televisão, fazendo uma participação na novela Três Irmãs (Rede Globo).
Em 2009, no teatro, interpretou a personagem Mariana em, O Despertar da Primavera (Spring Awakening), musical de Frank Wedekind que ganhou a sua primeira versão latina com Charles Möeller e Cláudio Botelho (em 2010 foi lançado um álbum com as canções do musical). No mesmo ano fez uma participação na décima-sexta temporada de Malhação como a gótica Joe. Em seguida, fez parte do elenco de apresentadores novos do programa TV Globinho (Rede Globo).
Ainda em 2010, Lua representou diversos personagens no programa As Aventuras do Didi (Rede Globo). Regravou os sucessos "A Thousand Miles" (Vanessa Carlton) e "Umbrella" (Rihanna), ambos lançados no álbum Relaxing Bossa - Volume 4.
Em 2011, estreou nos cinemas, como Taila, no longa-metragem Teus Olhos Meus, com direção e roteiro de Caio Sóh. Em 2012, Lua envolveu-se em um projeto que mudou sua carreira, precisando sair da banda Lágrima Flor.

### 2011–13:Rebelde,Pecado Mortale teatro

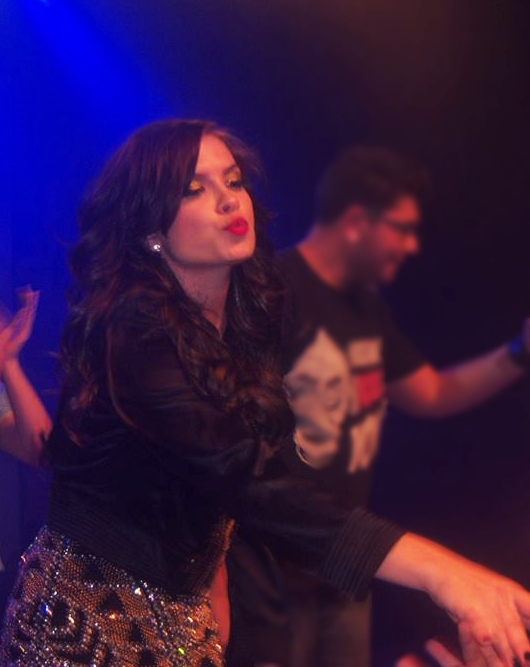
Blanco durante participação em musical (2013)

Em 2011, assinou contrato com a Rede Record para ser uma das protagonistas da telenovela Rebelde Brasil, interpretando a rebelde Roberta Messi, "Roberta" é uma dos seis vocalistas da banda Rebeldes, que fez apresentações em cidades do Brasil. A novela Rebelde Brasil teve o seu fim em 2012, e Lua ficou fora da televisão por esse tempo, se dedicando apenas aos espetáculos da turnê brasileira de despedida intitulada de "Tour Nada Pode Nos Parar 2012/2013", que teve o seu último espetáculo no dia 4 de maio de 2013 na capital de Minas Gerais em Belo Horizonte.
Já no início do ano de 2013, Lua gravou um dueto com o cantor João Teles, vocalista da banda Pietros, cantando e participando do videoclipe da banda, na música "Todo Dia", lançados em abril. Fez ainda outro dueto, dessa vez com o cantor Rodrigo Fragoso, no qual, gravou a música "Tudo Vai Mudar".
Em 27 de fevereiro, voltou ao teatro, dessa vez dando espaço a Anne, sendo uma das protagonistas da comédia Stand Up, ao lado de Matheus Souza, que também dirigiu e escreveu a peça. Devido ao sucesso das apresentações, a peça precisou estar em cartaz por mais uma temporada. No mesmo ano, estrelou do musical As Coisas Que Fizemos e Não Fizemos, interpretando Paula, onde atuou ao lado da atriz Giselle Batista e novamente, de Matheus Souza, que mais uma vez assina e dirige a obra.
Em julho de 2013, Lua fez participações especiais no peça Tudo Por um Popstar, nas duas últimas apresentações da temporada do Rio de Janeiro, e em agosto três apresentações em São Paulo, baseada no livro homônimo da escritora Thalita Rebouças, com adaptação de Gustavo Reiz, dirigida por Pedro Vasconcelos e com direção musical de Jules Vandystadt, a peça retrata a aventura de três amigas do interior que viajam para capital com o objetivo de assistir aos espetáculos ao vivo dos seus maiores ídolos. Lua subiu ao palco para cantar com o elenco, interpretando as músicas "I'm Yours" de Jason Mraz, "Todo Dia", "Meu Jeito, Seu Jeito", da sua extinta banda Rebeldes, entre outras.
Lua gravou uma faixa intitulada "Turnaround", especialmente para integrar a trilha sonora do longa, The Brazilian (A Brasileira). Um filme dos produtores Uri Singer e Fabio Golombek, protagonizado pelos atores Fernanda Machado, Greg Tuculescu, Dean Cain, Mariel Hemingway, Scott Rodgers, dentre outros.
Em 25 de setembro de 2013, marca seu retorno às telenovelas em Pecado Mortal (RecordTV), de Carlos Lombardi, onde interpretou a doce e sensata Silvinha, que se apaixonou por Romeu (Bernardo Velasco) e tornou-se vítima do vilão Picasso (Vitor Hugo), passando por momentos dramáticos na trama. Por conta da época em que se retrata a trama e para aumentar as semelhanças com a atriz que interpreta sua mãe (Sonia Lima), 'Lua mudou radicalmente seu visual, deixando de lado os cachos loiro platinado, por um tom de castanho escuro e fios lisos.
No início de 2014, Lua Blanco foi selecionada para ser parte do elenco do espetáculo Se Eu Fosse Você – O Musical, um musical com orçamento de mais de 8 milhões de reais. Cerca de 2000 pessoas participaram das audições e apenas 19 foram selecionadas. A peça é uma adaptação do longa-metragem de grande sucesso de bilheteria Se Eu Fosse Você, também já adaptado à televisão. Lua interpretou Bia, filha dos protagonistas Helena (Cláudia Netto) e Claudio (Nelson Freitas). Com a supervisão artística de Daniel Filho, texto de Flávio Marinho, direção e coreografia de Alonso Barros e direção musical de Guto Graça Mello, a estreia foi no dia 21 de março de 2014, na cidade do Rio de Janeiro, e no dia 15 de agosto de 2014, em São Paulo.
Em agosto de 2014, aceitou interpretar Paula no filme nacional "Turbulência", as gravações começaram em outubro daquele ano. Setembro, gravou o clipe da música "Fall My Way", em Copacabana, com o cantor Kevin White. Em outubro, iniciou as gravações do longa-metragem “Turbulência” comédia romântica dirigida por Tiago Venâncio e filmada em quase sua totalidade na região Sul fluminense, em cidades como Resende, Volta Redonda e Itatiaia. O filme foi lançado em 15 de setembro de 2016 em alguns cinemas dessa mesma região. Nele, Lua interpreta uma dos quatro protagonistas, Paula; a temperamental e melhor amiga de Agatha Monique Alfradique.

### 2016–17:Mão no Sonho
No final de 2015, Lua lançou o single promocional "Eu e o Tempo'" e o e-book autobiográfico "Minha história - Um pouco de tudo que nunca te contei", para promover o lançamento do seu primeiro álbum. Tempo depois do lançamento de seu primeiro single, lançou uma campanha na plataforma da Banque, aonde vendia o seu CD solo autografado, sua versão deluxe, cadernos, fones de ouvido, capas de celular, etc. O dinheiro dessa campanha será usado para o financiamento de sua turnê. Em 25 de dezembro, lançou como presente de Natal, o segundo single promocional "O Mundo Todo".
Em fevereiro de 2016, lançou o primeiro single oficial "Perde Tudo". Em março de 2016 (no aniversário de 29 anos), Lua encerrou a campanha com 102% do lucro desejado. Em seguida enviou aos colaboradores da campanha, a versão digital do primeiro álbum de estúdio "Mão No Sonho", com participações de todos os irmãos no refrão da música "Gosto do Amanhã", de seu ex-companheiro de banda Rebeldes, o cantor Micael Borges na música "Vem Não Vem" e do cantor Gugu Peixoto, na música "Tanto".
Em maio de 2016, Lua deu início a primeira turnê solo, "Mão No Sonho Tour" na cidade do Rio de Janeiro.
Em setembro de 2016, lançou oficialmente o álbum de estúdio intitulado de "Mão No Sonho" nas plataformas digitais. Em seguida lançou o primeiro vídeoclipe, da canção "Perde Tudo", com participação dos atores Rodrigo Simas e Carol Garcia, além de fãs da cantora. Em 24 de dezembro de 2016, lançou o seu segundo videoclipe, da canção "Eu e o Tempo", com participação do ator Miguel Roncato.
Em 2016, participou do filme de comédia Socorro, virei uma garota!, no qual interpretou Renata. O filme foi lançado em 22 de agosto de 2019. Neste mesmo ano, retornou a Rede Globo para fazer Anita em A Força do Querer, novela de Glória Perez, que estreou em 2017.

### 2018–presente:Popstare Lua Blanco e a Órbita
Sendo confirmada em um programa, Lua retorna a globo participando do Popstar, na qual os participantes cantam uma musica a cada semana até que um e escolhido como vencedor. Ela foi eliminada na 7 semana de competição. Participou do filme "Socorro, virei uma garota!" no qual interpretou Renata.Ele foi lançado em 22 de agosto de 2019. Ainda no mesmo ano também volta ao teatro com as peças O Despertar da Primavera interpretando Mariana,e Aurora. Lançando e participando de dois álbuns Brazil Loves Bossa,Vol.1 e Brazil Loves Bossa,Vol.2, Fora os seus covers e participações no You tube. Já em 2020 e convidada a integrar a série Homens? como Maria Paula.
O seu grupo Lágrima Flor depois de anos lança um álbum chamado Pretérito perfeito.     

## Filantropia
Em 2009, ainda como apresentadora da TV Globinho, Lua envolve-se em projetos de cunho social. Quando visitou o Instituto Pró-Criança Cardíaca, em comemoração ao Dia das Crianças. Em 2011, apoiando a iniciativa da TF Teen, Lua com outros artistas da Rede Record, lutaram contra o bullying em algumas campanhas.
Participou também da campanha Espalhe Calor do Programa do Voluntariado Paranaense (PROVOPAR), com objetivo de mobilizar pessoas na doação de agasalhos, promovida pelas afiliadas da Rede Record do Paraná. Participou da Campanha Contra o Câncer de Mama, em parceria com a Sociedade Franco-Brasileira de Oncologia, a Corrida Pela Cura, a maior série de corrida e caminhadas do mundo.
Em 2012, com o elenco da novela Rebelde, participou de uma campanha, promovida pela Força Jovem, na luta contra o crack, com uma caminhada em prol da causa. Fez parte do Projeto Nova Canaã, que cuidam e dão assistência a crianças carentes. Também foi madrinha do movimento Universitário Sangue Bom, participando da quarta edição, que conscientiza jovens estudantes da necessidade e importância da doação de sangue. A artista cedeu sua imagem para a campanha Com Açúcar, Com Afeto, que divulga a importância do teste do pezinho, com a renda das camisetas vendidas revertida para a APAE-SP. Mais uma vez como madrinha, no movimento promovido pelo SESI intitulado Carinho de Verdade, que luta contra a exploração sexual de crianças e adolescentes, Blanco fez parte da campanha publicitária e gravou a música tema com os ganhadores de uma promoção em prol da causa. Foi ao Instituto Presbiteriano Álvares Reis de Assistência à Criança e ao Adolescente (INPAR) para dar palestra aos jovens sobre sonhos e futuro, citando a importância da escola e de suas escolhas futuras durante a vida. Participou com a banda Pietros da mobilização solidária Natal Permanente da LBV — Jesus, o Pão Nosso de cada dia!, com o propósito de arrecadar renda para fornecer cestas básicas para à família carentes.
Em abril de 2013, Lua apoiou como madrinha a campanha Amigos do HNS, indo ao município Engenheiro Paulo de Frontin (Rio de Janeiro) onde visitou um colégio para portadores de necessidade especiais, onde tomou café da manhã com as crianças e doou brinquedos. Em seguida, visitou o Hospital Nelson Salles, conhecendo pacientes e funcionários, e dando autógrafos às crianças que fizeram doações. Esta visita teve como objetivo divulgar a campanha e estimular doações para o hospital.
O dia 31 de agosto foi marcado pela participação de Lua na campanha McDia Feliz na cidade do Rio de Janeiro. Blanco ajudou no preparo de alguns sanduíches, assim como outros artistas, pois o valor arrecadado da venda de um determinado produto é revertido para instituições de apoio e combate ao câncer infantojuvenil de todo o país. A ação é promovida pelo McDonald's e é considerada a maior do país em prol desta causa.
Em outubro de 2013, Lua Blanco foi convidada para participar da ação social denominada Cultivando Sonhos e Sorrisos. A ação tem o objetivo de, em comemoração ao Dia das Crianças, recolher brinquedos novos em dois eventos realizados em um shopping da cidade com a presença de grandes personalidades, e depois doá-los na Comunidade da Mangueira em parceria com a ONG Arte de Educar, que trabalha no interior da comunidade. Pelo segundo ano consecutivo, Blanco participou da campanha de natalina da Legião da Boa Vontade, o Natal Permanente da LBV — Jesus, o Pão Nosso de cada dia!.
Em dezembro de 2014, o mundo inteiro mobiliza-se em função da luta contra a Aids, tendo isso em vista, Lua participou de uma ação beneficente promovida pela Mac, uma empresa de cosméticos mundial. Ao lado da atriz Danielle Winits, contribuiu para que os produtos da linha "Viva Glam" fossem vendidos, e toda a renda obtida fosse revertida ao M.A.C Aids Fund, uma fundação que surgiu em 1994, e desde então contribui para esta nobre causa.
Em dezembro de 2016, Lua recebeu fãs para assistirem juntos ao lançamento do clipe de sua canção "Eu e o Tempo". E neste momento também incentivou a doação de alimentos não perecíveis ou produtos de limpeza para um orfanato.

## Vida pessoal
No tempo da banda Lagrima Flor, namorou um dos integrantes da banda, André Sigaud. Durante as gravações da novela Rebelde, começou a namorar o colega de elenco Arthur Aguiar, porém pouco durou. Em 2013, namorou com o ator Fernando Roncato. Veio a ter um relacionamento de 2 anos com o ator e cantor Guga Sabatiê. Em setembro de 2016 assume o relacionamento com o roteirista Leandro Soares, terminando brevemente em agosto de 2017, mas reatando em setembro do mesmo ano. Atualmente moram juntos.

## Filmografia

### Televisão
| Ano     | Título               | Papel                        | Notas                      |
| ------- | -------------------- | ---------------------------- | -------------------------- |
| 2008    | Três Irmãs           | Luana                        | Episódio: "15 de setembro" |
| 2009    | Malhação             | Julia Ribeiro (Joe)          | Temporada 16               |
| 2009    | TV Globinho          | Apresentadora                |                            |
| 2011–12 | Rebelde              | Roberta Messi                |                            |
| 2012    | Rebeldes para Sempre | Ela mesma                    | Especial de fim de ano     |
| 2013    | Pecado Mortal        | Silvia de Almeida (Silvinha) |                            |
| 2017    | A Força do Querer    | Anita                        |                            |
| 2018    | Popstar              | Participante                 | Temporada 2                |
| 2020    | Homens?              | Maria Paula                  | Episódio: "3"              |

### Cinema
| Ano  | Título                     | Papel  | Ref.   |
| ---- | -------------------------- | ------ | ------ |
| 2011 | Teus Olhos Meus            | Taila  | [ 12 ] |
| 2016 | Turbulência                | Paula  | [ 49 ] |
| 2019 | Socorro, Virei Uma Garota! | Renata |        |

### Internet
| Ano     | Título          | Papel               | Notas           |
| ------- | --------------- | ------------------- | --------------- |
| 2015–17 | Lua Blanco      | Apresentadora       |                 |
| 2016    | Sessão 80       | Alice               | Webesérie       |
| 2020    | Colors Festival | Ela mesma / Cantora | Festival global |
| 2022    | SóQueSim        |                     | Webesérie       |

## Teatro
| Ano     | Título                              | Papel                                 | Ref.   |
| ------- | ----------------------------------- | ------------------------------------- | ------ |
| 2008    | Romeu & Isolda                      | Isolda                                | [ 7 ]  |
| 2008    | Confissões de um Adolescente        | Nathalia                              |        |
| 2009–10 | O Despertar da Primavera            | Mariana                               | [ 8 ]  |
| 2010–11 | O Diário de Débora                  | Participação especial (trilha sonora) |        |
| 2013    | Stand Up                            | Anne                                  | [ 17 ] |
| 2013    | As Coisas que Fizemos e Não Fizemos | Paula                                 | [ 19 ] |
| 2013    | Tudo por um Popstar                 | Participação especial                 |        |
| 2014    | Se Eu Fosse Você, O Musical         | Bia                                   | [ 24 ] |
| 2014    | Deu Branco                          | Participação especial                 | [ 50 ] |
| 2015    | 5 Contra Nem 1                      | Participação especial                 |        |
| 2015–17 | Primeiro Sinal                      | Nina                                  |        |
| 2017    | Beatles num Céu de Diamantes        | Participação especial                 |        |
| 2017    | Green Day's American Idiot          | Participação especial                 | [ 51 ] |
| 2019    | O Despertar da Primavera            | Mariana                               | [ 52 ] |
| 2019    | Aurora                              | Participação especial                 |        |

## Discografia

### Álbuns de estúdio
| Álbum        | Detalhes |
| ------------ | --- |
| Mão no Sonho | - Lançamento: 26 de agosto de 2016 - Formato(s): CD, download digital, streaming - Gravadora: Coqueiro Verde |

### Singles
| Título                                                                            | Ano  | Álbum                         |
| --------------------------------------------------------------------------------- | ---- | ----------------------------- |
| "Todo Dia" (Pietros part. Lua Blanco)                                             | 2013 | Bem-Me-Quer, Mal-Me-Quer      |
| "Perde Tudo"                                                                      | 2016 | Mão no Sonho                  |
| "Eu e o Tempo"                                                                    | 2016 | Mão no Sonho                  |
| "Se Gente Grande Soubesse" (Billynho Blanco part. Lua, Ana Terra, Estrela Blanco) | 2020 | Deixa o Tempo Falar           |
| "Perde Tudo" (Cassiano Andrade part. Lua Blanco)                                  | 2021 | Não adicionado à nenhum álbum |

### Outras aparições
| Título                                          | Ano  | Outro(s) artista(s) | Álbum                         |
| ----------------------------------------------- | ---- | ------------------- | ----------------------------- |
| "Umbrella" (Bossa Version)                      | 2010 | Nenhum              | Relaxing Bossa Lounge 4       |
| "A Thousand Miles" (Bossa Version)              | 2010 | Nenhum              | Relaxing Bossa Lounge 4       |
| "Tudo Vai Mudar"                                | 2013 | Rodrigo Fragoso     | Quando Me Conhecer            |
| "Fall My Way" (Acoustic)                        | 2015 | Kevin White         | Fall My Way                   |
| "O Suficiente"                                  | 2016 | Pablo Paleologo     | Amorastênico                  |
| "Tamo Junto"                                    | 2017 | Marcelo Durham      | Não adicionado à nenhum álbum |
| "Xanadu" (Bossa Version)                        | 2017 | Nenhum              | Colors of Bossa               |
| "Spirits in the Material World" (Bossa Version) | 2017 | Nenhum              | Colors of Bossa 9             |

### Com Família Blanco

#### Álbuns de estúdio
| Álbum   | Detalhes                                                                                             |
| ------- | --- |
| É Natal | - Lançamento: 20 de dezembro de 2004 - Formato(s): CD, download digital, streaming - Gravadora: Sony |

### Com Lua Blanco e a Órbita

#### Álbuns de estúdio
| Álbum  | Detalhes                                                                                                |
| ------ | --- |
| Órbita | - Lançamento: 1 de dezembro de 2023 - Formato(s): Download digital, streaming - Gravadora: Independente |

#### Singles
| Título                      | Ano  | Álbum  |
| --------------------------- | ---- | ------ |
| "Voltei" (com Lágrima Flor) | 2021 | Órbita |
| "Lunática"                  | 2022 | Órbita |
| "Ready-Set-Go"              | 2022 | Órbita |
| "A Virada"                  | 2023 | Órbita |
| "Melt Your Heart"           | 2023 | Órbita |

## Turnês
- Lua Blanco Intimate: Pocket Show (2013–14)
- Turnê Mão no Sonho (2016)

## Prêmios e indicações
No que diz respeito ao reconhecimento de sua carreira, Lua já foi indicada e vencedora em diversas premiações. Em 2011, atuando em Rebelde, Lua concorreu ao Capricho Awards como Cantora Nacional e Melhor Atriz Nacional, vencendo em ambas as categorias. Lua também foi a artista mais indicada de todas as edições do Capricho Awards e a única a vencer todas as categorias em que concorreu. Ela ainda indicada à Revelação Feminina no Prêmio Extra de Televisão. Também, concorreu e ganhou junto com Arthur Aguiar, seu namorado naquele tempo, na categoria "Casal Real".
2012 foi um ano concorrido, todos sob à vida que deu a Roberta Messi, em Rebelde. Foi indicada ao Prêmio Contigo! de TV como Revelação da TV, ao Prêmio Arte Qualidade Brasil como Atriz Revelação, ao Meus Prêmios Nick como Melhor Atriz. E pelo segundo ano consecutivo concorreu e levou a premiação como Cantora Nacional, no Capricho Awards. E também pelo segundo ano, no Prêmio Extra de Televisão (dessa vez, como ela mesma) na categoria Ídolo Teen. Em votação popular promovida em agosto pelo SBT pela escolha dos 100 maiores brasileiros de todos os tempos, Lua foi a 71ª colocada na votação cujo público votante pela internet considerou Lua "um talento da nova geração". O programa tinha como intuito "eleger aquele que fez mais pela nação, que se destacou pelo seu legado à sociedade". Grandes nomes brasileiros como Ayrton Senna, Fernando Henrique Cardoso, Chico Xavier e Getúlio Vargas também vieram a ser consagrados naquele mesmo programa pelo público.
2013 também começou com várias indicações. Dentre os muitos nomes, o de Lua estava entre os finalistas nas categorias Future Celebrity e Brazil no The Shorty Awards, e ainda sendo lembrada como a Roberta (de Rebelde) concorreu como Melhor Atriz no Troféu Imprensa. No mesmo ano, o videoclipe da música "Todo Dia", um feat seu com a banda Pietros, ganhou no Prêmio Jovem Brasileiro a categoria de "Melhor Clipe".
Lua Blanco está entre as 100 mulheres mais sexy da "Vip" desde 2011, sendo assim, por quatro anos consecutivos ela foi considerada uma das mulheres mais atraentes do Planeta. 76º em 2011, 36º em 2012, 15º em 2013 e 26° em 2014.
| Ano  | Prêmio                       | Categoria                                  | Trabalho indicado             | Resultado |
| ---- | ---------------------------- | ------------------------------------------ | ----------------------------- | --------- |
| 2011 | Capricho Awards              | Melhor Atriz Nacional                      | Rebelde                       | Venceu    |
| 2011 | Capricho Awards              | Melhor Beijo da Ficção (com Arthur Aguiar) | Rebelde                       | Venceu    |
| 2011 | Capricho Awards              | Cantora Nacional                           | Ela mesma                     | Venceu    |
| 2011 | Capricho Awards              | Casal Real                                 | Ela mesma (com Arthur Aguiar) | Venceu    |
| 2011 | Prêmio Extra de Televisão    | Melhor Revelação Feminina                  | Rebelde                       | Indicada  |
| 2011 | Prêmio Extra de Televisão    | Melhor Tema Musical                        | "Rebelde para Sempre"         | Indicada  |
| 2011 | Radio Music Awards Brasil    | Melhor Música Teen                         | "Do Jeito Que Eu Sou"         | Indicada  |
| 2012 | Prêmio Contigo! de TV\|      | Revelação da TV                            | Rebelde                       | Indicada  |
| 2012 | Prêmio Arte Qualidade Brasil | Melhor Atriz Revelação Telenovela          | Rebelde                       | Indicada  |
| 2012 | Meus Prêmios Nick            | Atriz Favorita                             | Rebelde                       | Indicada  |
| 2012 | Prêmio Extra de Televisão    | Ídolo Teen                                 | Ela mesma                     | Indicada  |
| 2012 | Capricho Awards              | Melhor Beijo da Ficção                     | Rebelde                       | Venceu    |
| 2012 | Capricho Awards              | Cantora Nacional                           | Ela mesma                     | Venceu    |
| 2013 | Shorty Awards                | Brasil                                     | Ela mesma                     | Indicada  |
| 2013 | Shorty Awards                | Futura Celebridade                         | Ela mesma                     | Indicada  |
| 2013 | Troféu Imprensa              | Melhor Atriz                               | Rebelde                       | Indicada  |
| 2013 | Prêmio Jovem Brasileiro      | Melhor Clipe                               | Ela mesma                     | Venceu    |
| 2013 | Shorty Awards                | Brasil                                     | Ela mesma                     | Indicada  |
| 2014 | Shorty Awards                | Atriz                                      | Ela mesma                     | Indicada  |
| 2014 | Shorty Awards                | Celebridade                                | Ela mesma                     | Indicada  |
| 2014 | Shorty Awards                | Música                                     | Ela mesma                     | Indicada  |
| 2014 | Shorty Awards                | Cantor                                     | Ela mesma                     | Indicada  |
| 2014 | Shorty Awards                | Brasil                                     | Ela mesma                     | Indicada  |
| 2014 | Shorty Awards                | Instagrammer                               | Ela mesma                     | Indicada  |
| 2014 | Prêmio Jovem Brasileiro      | Jovem do Ano                               | Ela mesma                     | Venceu    |
| 2015 | Shorty Awards                | Brasil                                     | Ela mesma                     | Indicada  |
| 2015 | Prêmio Jovem Brasileiro      | Jovem do Ano                               | Ela mesma                     | Indicada  |
| 2015 | Prêmio Jovem Brasileiro      | Melhor Atriz Jovem                         | Ela mesma                     | Indicada  |
| 2015 | Prêmio Jovem Brasileiro      | Melhor Cantora Jovem                       | Ela mesma                     | Indicada  |